# Fédération Internationale pour le Droit Européen

Venue and Logo of the 31st FIDE Congress in Katowice, Poland

Die Internationale Föderation für Europarecht (FIDE, französisch für Fédération Internationale pour le Droit Européen) ist der im Jahr 1961 gegründete Dachverband der nationalen Gesellschaften für Europarecht in den Mitgliedstaaten der Europäischen Union, sowie im Vereinigten Königreich, in Norwegen und der Schweiz. Sie ist als Verband ohne Gewinnabsicht nach belgischem Recht organisiert. Ihre Mitglieder im deutschsprachigen Raum sind die Wissenschaftliche Gesellschaft für Europarecht in Deutschland, die Österreichische Gesellschaft für Europarecht sowie die Schweizerische Vereinigung für Europarecht (ASDE, französisch für Association Suisse pour le Droit Européen).
Die Bedeutung der FIDE liegt insbesondere in der Abhaltung ihrer Kongresse, die in Abständen von zwei Jahren in jeweils einem anderen Mitgliedstaat der Europäischen Union stattfinden. Diese werden als die wichtigsten Kongresse im Bereich des Europarechts angesehen. In ihrem Rahmen werden Vorträge, unter anderem von international anerkannten Europarechtswissenschaftern sowie von in den Organen der Europäischen Union (insbesondere am Gerichtshof der Europäischen Union) tätigen Praktikern abgehalten. Die FIDE-Kongresse dienen so dem internationalen Gedankenaustausch zwischen Rechtswissenschaft und Praxis auf dem Gebiet des Europarechts.

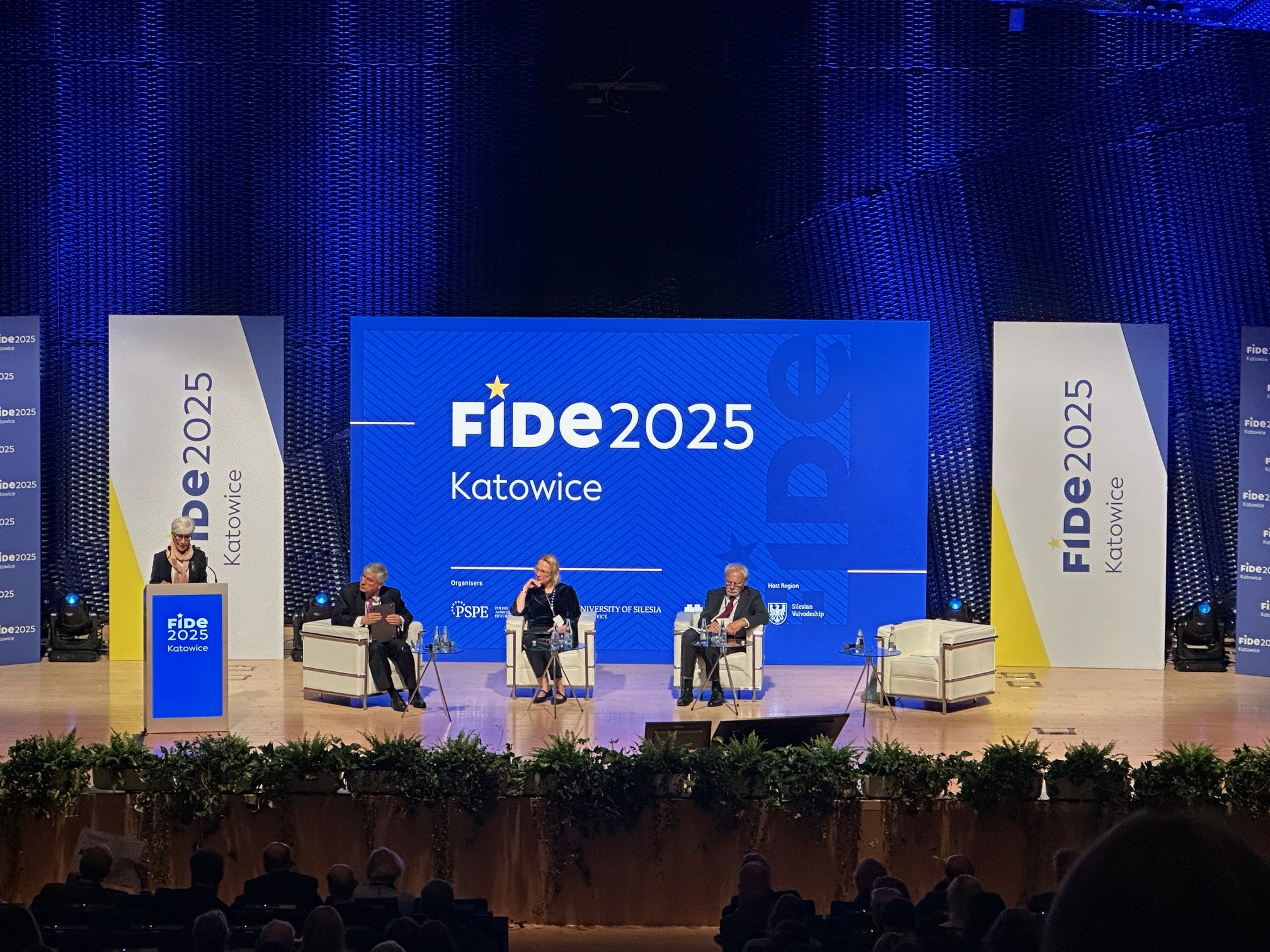
Discussion Panel at the 31st FIDE Congress in Katowice with Marek Safjan, Takis Tridimas, Silvana Sciarra and Alicja Jagielska-Burduk